# Thomas Chabot
Thomas Chabot (Sainte-Marie, Quebec, 30 de enero de 1997), apodado Hotsam Batcho, Chabby o Little T, es un jugador profesional canadiense de hockey sobre hielo que se desempeña en la posición de defensor izquierdo en Ottawa Senators, equipo de la National Hockey League (NHL).

## Carrera
Fue seleccionado en la primera ronda en la NHL Entry Draft de 2015. En 2016 hizo su debut profesional con el equipo Ottawa Senators, donde lleva jugando ocho temporadas.